# Орловка (притока Кеті)
Орловка  — річка в Росії, права притока Кеті (басейн Обі), тече у Томській області.
Орловка витікає з озера Бургункуй (172 м над рівнем моря) у Єнісейському районі Красноярського краю, на обсько-єнісейському вододілі. Від витоку тече на південь і відразу потрапляє до Верхнекетського району Томської області. Тут вона спочатку повертає на південній захід, але після злиття з правими притоками Чурбігою і Росомахою знову приймає південний напрямок, який зберігає до впадіння у Кеть.
Довжина річки 327 км, площа басейну 9 010 км². Середньорічний стік, виміряний за 29 км від гирла, становить 63,5 м³/c. Живлення мішане з переважанням снігового. Замерзає в середині жовтня — на початку листопада, скресає наприкінці квітня — у травні.
Основні притоки Чурбіга і Россомаха (обидві праві).
Населені пункти на річці — селища Центральний і Дружний — розташовані у низов’ях.